# Brachionus kultrum
Brachionus kultrum is een raderdiertjessoort uit de familie Brachionidae. De wetenschappelijke naam van deze soort is voor het eerst geldig gepubliceerd in 1981 door Paggi.